# 北京市第二中级人民法院
39°51′55″N 116°26′22″E / 39.86516350000001°N 116.4395828°E
北京市第二中级人民法院是中华人民共和国北京市的中级人民法院。

## 沿革
该院于1995年4月21日经北京市人民代表大会常务委员会批准设立。
2010年代，该院分三个区域办公。第一审判区：位于丰台区方庄，包括立案庭、刑事审判第一庭、刑事审判第二庭、未成年人案件综合审判庭、民事审判第四庭、民事审判第五庭等单位。第二审判区：位于朝阳区小红门乡，包括执行局、民事审判第一庭、行政审判庭、审判监督庭、国家赔偿办公室等单位。第三审判区：位于东城区广渠门，包括民事审判第二庭、民事审判第三庭、民事审判第六庭、申诉审查庭等单位。

## 管辖
2013年北京市第三中级人民法院成立后，北京市第二中级人民法院的辖区改为北京市东城区、西城区、丰台区、房山区、大兴区等五个区。
北京市第三中级人民法院成立后，商标确权类第一审知识产权行政案件、涉及住所地在西城区的国家部委的第一审行政案件，仍由北京市第一中级人民法院审理；刑事减刑、假释案件仍按照原北京市第一中级人民法院、北京市第二中级人民法院管辖范围审理（原来北京市第一中级人民法院管辖西城区、海淀区、石景山区、门头沟区、房山区、昌平区、大兴区、延庆县；北京市第二中级人民法院管辖东城区、朝阳区、丰台区、顺义区、通州区、平谷区、怀柔区、密云县）。

## 机构设置
- 审判委员会

### 内设机构
- 立案庭
- 刑事审判第一庭
- 刑事审判第二庭
- 未成年人案件综合审判庭
- 民事审判第一庭
- 民事审判第二庭
- 民事审判第三庭
- 民事审判第四庭
- 民事审判第五庭
- 民事审判第六庭
- 行政审判庭
- 审判监督庭
- 申诉审查庭
- 国家赔偿办公室
- 执行局[1]
- 办公室
- 审判管理办公室
- 诉讼服务办公室
- 研究室
- 监察室
- 法警支队

### 事业单位
- 后勤服务中心

## 历任领导
| 院长 1. 王永源（1995年4月—2000年4月） 2. 李克（2000年4月—2003年9月5日） 3. 王振清（2003年9月5日—2007年5月31日） 4. 贺荣（2007年5月31日—2010年2月26日） 5. 朱江（2010年2月26日—2014年9月26日） 6. 鲁桂华（2014年9月26日—） | 党组书记 1. 王永源（1995年4月—2000年4月） 2. 李克（2000年4月—2003年9月） 3. 王振清（2003年9月—2007年5月） 4. 贺荣（2007年5月—2010年2月） 5. 朱江（2010年2月—2014年9月） 6. 鲁桂华（2014年9月—） |

## 知名案例

### 刑事案件
严重暴力犯罪案件
- 2008年，原北京市房山区政协副主席许志远雇凶杀人案。
- 2012年，夏克明杀人案。

职务犯罪案件
- 2003年5月9日，对原云南省省长李嘉廷受贿案作出一审宣判，以受贿罪判处李嘉廷死刑，缓期2年执行，剥夺政治权利终身，并处没收个人全部财产。
- 2004年6月29日，原中共贵州省委书记刘方仁以受贿罪被判处无期徒刑，没收赃款人民币661万元、美元1.99万元，并处没收个人全部财产。
- 2005年12月15日，对原黑龙江省政协主席韩桂芝受贿案作出一审判决，以受贿罪判处韩桂芝死刑，缓期两年执行。
- 2005年12月27日，对原国土资源部部长田凤山受贿一案作出一审判决，以受贿罪判处被告人田凤山无期徒刑，剥夺政治权利终身，并处没收个人全部财产。
- 2006年9月18日，原中共山西省委副书记侯伍杰受贿案一审宣判，以受贿罪判处侯伍杰有期徒刑11年。
- 2006年11月9日，对原湖南省高级人民法院院长吴振汉受贿案作出一审宣判，以受贿罪判处吴振汉死刑，缓期二年执行。
- 2016年11月9日，对原中华人民共和国环境保护部副部长张力军受贿案作出一审宣判，以受贿罪判处张力军有期徒刑4年，并处罚金50万元。
- 2017年2月21日，对原国家安全生产监督管理总局局长杨栋梁受贿案作出一审宣判，以受贿罪判处杨栋梁有期徒刑15年，并处罚金200万元。
- 2019年5月13日，对原中华人民共和国财政部副部长张少春受贿案作出一审宣判，以受贿罪判处张少春有期徒刑15年，并处罚金600万元。
- 2019年5月27日，对原中央巡视组原副部级巡视专员张化为受贿案作出一审宣判，以受贿罪判处张化为有期徒刑12年，并处罚金200万元。
- 2020年9月22日，对原北京市华远集团有限公司董事长任志强涉嫌贪污罪、受贿罪、挪用公款罪、国有公司人员滥用职权罪作出一审宣判，判处有期徒刑18年，并处罚金420万元。

其他刑事案件
- 2007年紙餡包子虛假新聞事件案一审，以訾北佳犯损害商品声誉罪，判处有期徒刑一年并处罚金人民币1000元。
- 2017年特大跨境电信诈骗案案一审宣判，以诈骗罪判处被告人张凯闵、林金德有期徒刑15年，以诈骗罪分别判处韩刚、张家祥、徐伟伦等83人有期徒刑14年至1年9个月不等刑罚，并处剥夺政治权利及罚金。[15]。
- 康明凯为境外刺探国家秘密、情报案[16]

### 民事案件
人身权案件
- 2003年12月18日，北京市第二中级人民法院对张柏芝诉珠海东洋之花化妆品有限公司演出合同纠纷案作出一审判决，认定东洋之花公司擅自使用张柏芝肖像的行为发生在演出合同到期之后，张柏芝在合同过期后对东洋之花公司提起违约之诉不当，应当另行提起侵权之诉，判决驳回张柏芝的起诉[17]。
- 2003年12月18日，北京市第二中级人民法院对张铁林诉周美凝（周璇）及成都商报社名誉权纠纷案作出一审判决，认定周美凝与张铁林“以性作交易”的说法没有证据可以证实，判令周美凝在《成都商报》上发表致歉声明并赔偿张铁林1万元[18]。

知识产权案件
- 2003年12月8日，北京市第二中级人民法院一审判决辽宁电视台、辽宁广播电视音像出版社、广州市鸿翔音像制作有限公司停止出版、发行侵犯何庆魁、高秀敏著作权的《高秀敏小品专辑》（二）、（三）、（四）VCD盘，在《法制日报》上公开向何庆魁、高秀敏赔礼道歉，赔偿何庆魁、高秀敏112500元。
- 2005年6月16日，北京市第二中级人民法院对打假名人王海与万网公司、新网公司计算机网络域名纠纷案作出一审判决，判决王海败诉，不予支持王海将国际域名wanghai.com的域名注册服务机构从万网公司转回到新网公司、恢复王海本人对域名的管理使用权的诉讼请求[19]。
- 2012年9月27日，北京市第二中级人民法院一审认定App Store未经授权为用户提供付费应用程序下载《中国大百科全书·中国历史卷》第一版第三册的全部内容，侵犯了中国大百科全书出版社有限公司的著作权，判决苹果公司赔偿52万元[20]。

## 对应基层人民法院
- 北京市东城区人民法院
- 北京市西城区人民法院
- 北京市丰台区人民法院
- 北京市房山区人民法院
- 北京市大兴区人民法院[2]

## 参閱
- 北京市人民检察院第二分院